# 熊乃瑾
熊乃瑾（1982年10月14日—），中国大陆女演员，毕业于北京电影学院2002年級表演系，素有北影“小范冰冰”之称。

## 生平
- 1997-1999年 四川省艺术学校曲艺专业
- 1999年-2002年 四川省曲艺团 清音演员
- 2002-2006年 北京电影学院2002年表演系（高职乙班）

## 作品

### 电视剧
- 2003年《案发现场》饰 刘苗
- 2004年《滴血翡翠》饰 陈惠萍
- 2005年《大汉天子3》饰 卫长公主
- 2005年《李后主与赵匡胤》饰 小周后
- 2006年《大人物》饰 雪山公主乌兰
- 2006年《诺言》
- 2006年《最后的王爷》饰 花子
- 2007年《谁懂我的心》饰 卫春
- 2008年《天堂之约》
- 2008年《故梦》饰 水飘萍、小韵仙
- 2008年《步步惊魂》饰 师嘉
- 2009年《亲爱的敌人》饰 童云
- 2010年《两个女孩的那些事》(網絡劇)
- 2010年《天師鍾馗之美麗傳說:慧剑问情》饰 紫玫瑰
- 2011年《水滸傳》饰 閻惜嬌
- 2011年《唐宮美人天下》饰 離若
- 2012年《九河入海》飾 傅珍珠
- 2013年《非緣勿擾》饰 杨阳
- 2013年《女人帮·妞儿第二季》(網絡劇)
- 2015年《极品新娘》饰 柳絮
- 2015年《冰与火的青春》饰 丛卉
- 2016年《穿越谜团》飾 梅梅 (客串)
- 2016年《青云志》饰 幽姬
- 2017年《天泪传奇之凤凰无双》饰 云妃/玉嫔
- 2018年《欢乐女神捕》(2014年拍攝)饰 陆小欢
- 2019年《爵迹临界天下》饰 莲泉
- 2019年《亲爱的老板》(2014年拍攝)饰 白小羽
- 2020年《郝仁的美好生活》饰 孟琪
- 2020年《局中人》饰 茹萍(客串)
- 2021年《不说再见》飾 李一萌
- 2022年《三悦有了新工作》(網絡劇)飾 小猫主人(客串)
- 2022年《拜托了！8小时》(網絡劇)飾 王乐乐(客串)
- 2023年《她的城》(網絡劇)飾 紅姐 (客串)
- 2023年《漂洋过海再爱你》(2019年拍攝)饰 潘妮

### 电影
- 电视电影《期待》
- 2007《记忆森林―张家界之恋》飾 佳慧
- 2007《幽灵信箱》飾 高苇
- 2011《蔡李佛拳》飾 臧柔
- 2011《第一大总统》飾 宋霭龄
- 2012《追爱》飾 青年张秀倩
- 2012《宝马狂想曲》飾 胡默
- 2012《雙城計中計》飾 餃子
- 2012《太极1从零开始》飾 二嫂
- 2012《太极2英雄崛起》飾 二嫂
- 2014《前任攻略》飾 萌萌
- 2014《死亡派对》飾 珍妮
- 2014《心花路放》飾 康小雨闺蜜
- 2014《房车奇遇》飾 柳彤
- 2015《人皮拼图》飾 苏苏
- 2016《年兽大作战》飾 嫦娥  (配音)
- 2017《不败雄心》飾 菲菲
- 2017《站在风口上》飾  吴宣琪
- 2017《二代妖精之今生有幸》飾 猫妖
- 2023《复合吧！前任》
- 2023《爱犬奇缘》
- 待上映 《第三声钟响》飾 安雅
- 待上映 《夏天的骨头》飾 刘安琪

### 舞台剧
- 《台风警报》